# Saison 4 de House of Cards
Chronologie
Saison 3 Saison 5
Cet article présente le guide de la quatrième saison de la série télévisée américaine House of Cards.

## Distribution

### Acteurs principaux
- Kevin Spacey (VF : Gabriel Le Doze) : Frank Underwood
- Robin Wright (VF : Juliette Degenne) : Claire Underwood
- Michael Kelly (VF : Fabien Jacquelin) : Doug Stamper

### Acteurs récurrents
- Molly Parker : Jacqueline Sharp
- Jayne Atkinson (VF : Josiane Pinson) : la Secrétaire d'État Catherine Durant
- Mahershala Ali : Remy Danton
- Elizabeth Marvel : Heather Dunbar
- Derek Cecil (en) : Seth Grayson
- Nathan Darrow (en) : Edward Meechum
- Kim Dickens : Kate Baldwin
- Paul Sparks : Thomas Yates
- Neve Campbell : LeAnn Harvey
- Reed Birney : Donald Blythe
- Boris McGiver : Tom Hammerschmidt
- Joel Kinnaman : Will Conway

### Invités
- Lars Mikkelsen (VF : Lionel Tua) : Viktor Petrov
- Michel Gill (V. F. : Nicolas Marié) : Garrett Walker
- Constance Zimmer (VF : Armelle Gallaud) : Janine Skorsky
- Kate Mara (VF : Olivia Luccioni) : Zoe Barnes
- Corey Stoll (VF : Éric Aubrahn) : Peter Russo

## Résumé de la saison
Claire déménage à Dallas et se présente au Congrès dans son quartier d'origine. La titulaire, Doris Jones, a l'intention de prendre sa retraite et d'appuyer la candidature de sa fille Celia pour lui succéder. Claire leur offre un financement fédéral pour une clinique sous condition que Celia ne se présente pas, mais les Jones refusent l'offre. Frank cherche désespérément à ramener Claire à ses côtés alors qu'il perd du terrain dans les principaux états primaires. Il y parvient après avoir promis de ne pas saboter sa campagne au Texas, mais il bloque plus tard sa candidature au Congrès en appuyant publiquement Celia Jones dans son discours sur l’État de l'Union. Frank et Claire se rendent en Caroline du Sud pour la primaire, mais une série de scandales mettent Frank dans une mauvaise posture et lui fait perdre l'état face à Dunbar. Frank découvre que Claire avait fourni des informations à Dunbar, et elle menace de continuer à moins de la nommer comme sa colistière. Frank refuse.
Lucas Goodwin est libéré de prison et veut se venger de Frank. Il contacte Dunbar et explique son histoire, mais elle préfère garder ses distances. Désespéré, il tente d'assassiner Frank, blessant le président au foie et tuant le garde du corps Edward Meechum. Alors que Frank est convalescent, Donald Blythe est assermenté en tant que président par intérim. Blythe est indécis lors d'une situation militaire critique impliquant la Russie et se tourne vers Claire pour obtenir des conseils sur la politique étrangère. Claire va à l'encontre des souhaits de Frank en convainquant Blythe d'impliquer la Chine dans le différend qui en résulte et de s'allier avec Petrov, où elle négocie un accord de paix ambitieux. Frank n'étant toujours pas sur pieds, Doug décide d'approcher Dunbar en cherchant des informations sur son entretien secret avec Lucas avant la tentative d'assassinat. Dunbar dénonce les allégations, mais face au scandale qui enfle, elle est conduite à suspendre sa candidature. Frank récupère et reprend son poste de président, faisant accepter Claire comme candidate vice-présidente au détriment de Cathy Durant.
Tom Hammerschmidt, l'ancien rédacteur en chef de Zoe et Lucas, profite des revendications de ce dernier sur les méfaits de Frank. Il s'approche de Remy et, avec son aide, commence à rassembler des indices prouvant la corruption de Frank. Tom rencontre également Walker, le convainquant de l'aider en faisant appel à sa colère pour avoir été forcé de démissionner. Danton et Jackie Sharp décident également d'aller sur le dossier contre Frank pour prêter de la crédibilité à l'histoire.
Une famille américaine a été enlevée au Tennessee par deux partisans d'un groupe islamiste radical appelé l'Organisation islamique du califat (ICO), qui accepte de négocier uniquement avec l'ambitieux candidat républicain, le gouverneur Will Conway. Frank invite Conway à la Maison-Blanche à participer aux négociations, et Conway contribue à gagner du temps critique pour localiser les suspects. Cependant, les tensions entre Conway et Underwoods ont conduit le gouverneur à mettre fin à son rôle dans la crise. Frank et Claire permettent aux ravisseurs de parler au chef d'ICO, Yusuf al Ahmadi, après avoir obtenu avec succès la libération de deux des otages. Au lieu de désamorcer la situation, al Ahmadi exhorte les ravisseurs à tuer l'otage restant et à diffuser le meurtre au public.
Pendant ce temps, Hammerschmidt publie son histoire et menace de mettre fin à la campagne de Frank avant l'élection. Claire et Frank décident de se battre en tentant de créer un vent de panique dans le pays. Frank s'adresse au public déclarant que la nation est en pleine guerre, ordonnant que la force de l'armée soit utilisée pour lutter contre le terrorisme mondial, quel que soit le coût. La saison se termine avec Frank et Claire regardant l'exécution en direct de l'otage ensemble.

## Épisodes

### Épisode 1: Débuts de campagne
- États-Unis /  Canada : 4 mars 2016 sur Netflix
- France : 4 mars 2016 sur Netflix
- Belgique : 4 juillet 2017 sur La Trois (en clair)

### Épisode 2: Première Dame rebelle
- États-Unis /  Canada : 4 mars 2016 sur Netflix
- France : 4 mars 2016 sur Netflix
- Belgique : 4 juillet 2017 sur La Trois (en clair)

### Épisode 3: Jour de vote
- États-Unis /  Canada : 4 mars 2016 sur Netflix
- France : 4 mars 2016 sur Netflix
- Belgique : 4 juillet 2017 sur La Trois (en clair)

### Épisode 4: Danger à Dallas
- États-Unis /  Canada : 4 mars 2016 sur Netflix
- France : 4 mars 2016 sur Netflix
- Belgique : 11 juillet 2017 sur La Trois (en clair)

### Épisode 5: Manipulation
- États-Unis /  Canada : 4 mars 2016 sur Netflix
- France : 4 mars 2016 sur Netflix
- Belgique : 11 juillet 2017 sur La Trois (en clair)

### Épisode 6: Guérison
- États-Unis /  Canada : 4 mars 2016 sur Netflix
- France : 4 mars 2016 sur Netflix
- Belgique : 18 juillet 2017 sur La Trois (en clair)

- Kate Mara (Zoe Barnes)
- Corey Stoll (Peter Russo)

Alors que Claire cache de moins en moins ses ambitions, Stamper est prêt à tout pour l'arrêter et permettre à Frank Underwood d'obtenir la greffe de foie dont il a besoin. La campagne de Heather Dunbar est compromise avec l’affaire Goodwin. L'enquête sur celui-ci remonte à sa rencontre avec la candidate à la présidence. Cette dernière, lors de son audition, avoue l'avoir rencontré et accuse formellement le président Underwood d'être un imposteur ; ce qui lui fait valoir une chute dans les sondages. Claire accompagne Durant, malgré la désapprobation de celle-ci, au sommet du G7 qui se tient en Allemagne, laissant Frank au bloc opératoire pour une transplantation de foie. Après la réunion du sommet, le président russe demande à négocier avec elle seule. Elle parvient à lui faire changer d'avis de force quant au projet de forage du pétrole en Sibérie par les Chinois.

### Épisode 7: Un concurrent menaçant
- États-Unis /  Canada : 4 mars 2016 sur Netflix
- France : 4 mars 2016 sur Netflix
- Belgique : 18 juillet 2017 sur La Trois (en clair)

- Michel Gill (Garrett Walker)

Frank Underwood reprend sa place de président des États-Unis et maintenant qu'il est réconcilié avec Claire, il prépare avec elle le terrain politique pour faire en sorte que la Première Dame soit choisie comme vice-présidente tout en maintenant sa popularité face au candidat républicain, Will Conway. Ils commencent donc à éliminer les différents candidats en utilisant l'attentat comme prétexte à une loi pour la régulation des armes à feu.

### Épisode 8: Livre crucial
- États-Unis /  Canada : 4 mars 2016 sur Netflix
- France : 4 mars 2016 sur Netflix
- Belgique : 25 juillet 2017 sur La Trois (en clair)

- Paul Sparks (Thomas Yates)

Plus redoutables que jamais, les Underwood gardent un œil sur le long terme tandis qu'ils manipulent un colistier potentiel et soutiennent le projet de loi sur les armes...
Le livre de Tom Yates sur le couple Underwood est presque terminé et les Underwood comme les Conway en veulent l'exclusivité. 

### Épisode 9: Première Dame vice-présidente
- États-Unis /  Canada : 4 mars 2016 sur Netflix
- France : 4 mars 2016 sur Netflix
- Belgique : 25 juillet 2017 sur La Trois (en clair)

- Paul Sparks (Thomas Yates)

### Épisode 10: Ticket présidentiel
- États-Unis /  Canada : 4 mars 2016 sur Netflix
- France : 4 mars 2016 sur Netflix
- Belgique : 1er août 2017 sur La Trois (en clair)

Frank fait suspendre la Convention du Parti démocrate, prétextant le conflit avec ICO, mais surtout pour éloigner Durant des projecteurs. Claire se rend, avec Tom Yates, au Texas, auprès de sa mère mourante. Celle-ci, après plusieurs entretiens avec sa fille, lui demande d'abréger ses souffrances ; cela lui permettrait aussi d'aider Claire à remporter les votes pour la nomination au poste de vice-présidente. Après une longue hésitation, Claire accepte.
Frank menace clairement Durant lors d'un entretien dans le bureau ovale, qui finit par céder et abandonner sa nomination à la présidence, mais en restant au poste de Secrétaire d'État.

### Épisode 11: Au-delà du mariage
- États-Unis /  Canada : 4 mars 2016 sur Netflix
- France : 4 mars 2016 sur Netflix
- Belgique : 1er août 2017 sur La Trois (en clair)

### Épisode 12: Prise d'otage
- États-Unis /  Canada : 4 mars 2016 sur Netflix
- France : 4 mars 2016 sur Netflix
- Belgique : 8 août 2017 sur La Trois (en clair)

Michel Gill (Garrett Walker)

### Épisode 13: Détruire quiconque se dresse sur mon chemin
- États-Unis /  Canada : 4 mars 2016 sur Netflix
- France : 4 mars 2016 sur Netflix
- Belgique : 8 août 2017 sur La Trois (en clair)

Underwood écarte Conway des négociations avec les terroristes, alors que celui-ci fait face à un article révélant qu'il a menti lors d'un débat télévisé. Claire négocie avec Yusuf Al-Ahmadi afin d'essayer de le convaincre de dissuader les preneurs d'otage. Alors que le président parvient à prendre temporairement l’ascendant sur son rival politique, Hammerschmidt le menace : il va publier un article au Hérald révélant toutes les manipulations de l'ancien whip au cours de son ascension au pouvoir, comprenant le témoignage de l'ex-président Walker, Remy Danton et Jackie Sharp.
L'entretien vidéo de Al-Ahmadi avec les terroristes ne se passe pas comme prévu : il leur demande de tuer l'otage et de publier la vidéo afin que les Américains reçoivent le message.